# Sayaka Takahashi (cantante)
Sayaka Takahashi (髙橋 彩香 Takahashi Sayaka?,  Prefectura de Nagano, Japón, 22 de noviembre de 2001) es una idol y cantante japonesa, conocida por ser miembro del grupo femenino AKB48, donde forma parte del Team 8 y Team 4. Takahashi se unió a AKB48 como miembro del Team 8 el 9 de septiembre de 2016. Desde agosto de 2017, también mantiene una posición recurrente en el Team 4. Ha participado en el sencillo Neko Allergy.